# De Pan (manzana)
De Pan es el nombre de una variedad cultivar de manzano (Malus domestica). Esta manzana está cultivada en diversos viveros entre ellos algunos dedicados a conservación de árboles frutales en peligro de desaparición. Esta manzana es originaria de la  Provincia de Málaga  concretamente en el Valle del Guadiaro, donde tuvo su mejor época de cultivo comercial en la década de 1960, y actualmente en menor medida aún se encuentra.

## Sinónimos
- "Manzana De Pan",[5]
- "Manzana de Pan del Guadiaro",[7][8]

## Historia
'De Pan' es una variedad de la Provincia de Málaga (Valle del Guadiaro), considerada incluida en las variedades locales autóctonas o de origen extranjero pero muy antiguas, cuyo cultivo se centraba en comarcas muy definidas. Se caracterizaban por su buena adaptación a sus ecosistemas y podrían tener interés genético en virtud de su adaptación. Se encontraban diseminadas por todas las regiones fruteras españolas, aunque eran especialmente frecuentes en la España húmeda. Estas se podían clasificar en dos subgrupos: de mesa y de sidra (aunque algunas tenían aptitud mixta). 
'De Pan' es una variedad clasificada como de mesa, difundido su cultivo en el pasado por los viveros comerciales y cuyo cultivo en la actualidad se ha reducido a huertos familiares y jardines privados.

## Características
El manzano de la variedad 'De Pan' tiene un vigor Medio; florece del 8 de abril al 3 de mayo; tubo del cáliz medianamente ancho, alargado, comunicándose con el eje, algunos frutos lo presentan en forma de embudo con tubo corto y con los estambres en la misma boca del tubo.
La variedad de manzana 'De Pan' tiene un fruto de tamaño pequeño; forma tronco-cónica, algunos frutos con un lado más rebajado que otro así como con suave acostillado, presenta un contorno irregular; piel fuerte; con color de fondo verdoso, sobre color leve, siendo el color del sobre color rojo vinoso, siendo su reparto en chapas con pinceladas suavemente marcadas, acusa lenticelas pequeñas, blanquinoso o ruginoso y aureolado de blanco, y una sensibilidad al "russeting" (pardeamiento áspero superficial que presentan algunas variedades) muy débil; pedúnculo medianamente fino, suavemente ensanchado en su extremo saliente, longitud del pedúnculo corto, anchura de la cavidad peduncular amplia, profundidad de la cavidad pedúncular mediana, con bordes irregulares y a veces rebajados de un lado, e importancia del "russeting" en cavidad peduncular ausente o con suave chapa ruginosa; anchura de la cavidad calicina estrecha, profundidad de la cav. calicina poco profunda, con bordes irregulares, rebajados de un lado o bien ondulados y marcando leve mamelonado, , importancia del "russeting" en cavidad calicina ausente; ojo medianamente pequeño, cerrado o entreabierto; sépalos triangulares, compactos en su base con las puntas irregularmente vueltas hacia fuera.
Carne de color verdoso; textura dura, crujiente, y jugosa; sabor característico de la variedad, muy acidulado; corazón pequeño, generalmente enmarcado solo por un lado. Eje cóncavo o entreabierto. Celdas anchas, triangulares, cartilaginosas y algo cóncavas. Semillas pequeñas, o medianas y casi siempre aplanadas de un lado.
La manzana 'de Pan' tiene una época de maduración y recolección media, se recolecta desde primeros de septiembre hasta principios de octubre. Se usa como manzana de mesa fresca.